# Barkmidjeblomfluga
Barkmidjeblomfluga (Sphegina clunipes) är en tvåvingeart som först beskrevs av Fallen 1816.  Barkmidjeblomfluga ingår i släktet midjeblomflugor, och familjen blomflugor.
Artens utbredningsområde är Sverige. Arten är reproducerande i Sverige. Inga underarter finns listade i Catalogue of Life.